# Guldbaggegalan 1979
Den 15:e Guldbaggegalan, som belönade svenska filmer från 1978 och 1979, hölls den 24 september 1979.

## Vinnare
| Högsta kvalitetspoäng            | Bästa regi                         |
| -------------------------------- | ---------------------------------- |
| - Ett anständigt liv (3,45)      | - Stefan Jarl – Ett anständigt liv |
| Bästa skådespelerska             | Bästa skådespelare                 |
| - Sif Ruud – En vandring i solen | - Anders Åberg – Kejsaren          |
| Juryns specialbagge              | Ingmar Bergman-priset              |
| - Keve Hjelm – Godnatt, jord     | - Lars Karlsson                    |